# لويس فرنك
لويس فرنك هو محامي وكاتب ومحامي وسياسي بلجيكي، ولد في 28 نوفمبر 1868 في أنتويرب في بلجيكا، وتوفي في 31 ديسمبر 1937 في بلجيكا. حزبياً، نشط في Liberal Party (Belgium) ‏. وقد انتخب عضو مجلس النواب من بلجيكا.